# Christ de pitié de l'église Saint-Pierre de Plougonver
Le Christ de pitié de l'église Saint-Pierre à Plougonver, une commune du département des Côtes-d'Armor dans la région Bretagne en France, est un Christ de pitié datant de la première moitié du XVIe siècle. La sculpture a été classée monument historique au titre d'objet le 9 décembre 1988.
Ce Christ assis en bois polychrome a les poings liés par une corde démesurément longue. Sa raideur cadavérique est renforcée par la forme de ses côtes qui se prolongent derrière son dos. 